# Proclithrophorus genalis
Proclithrophorus genalis är en stekelart som beskrevs av Vikberg och Koponen 2001. Proclithrophorus genalis ingår i släktet Proclithrophorus och familjen bracksteklar. Inga underarter finns listade i Catalogue of Life.